# Belčji Vrh
Belčji Vrh je naselje u slovenskoj Općini Črnomelju. Belčji Vrh se nalazi u pokrajini Dolenjskoj i statističkoj regiji Jugoistočnoj Sloveniji. 

## Stanovništvo
Prema popisu stanovništva iz 2002. godine naselje je imalo 120 stanovnika.